# スモールワールズ
ミニチュアミュージアム スモールワールズ（SMALL WORLDS Miniature Museum）は、東京都江東区有明にある、1⁄80スケールのミニチュア・テーマパークである。2020年6月11日開業。

## 概要
有明テニスの森公園付近にある物流倉庫の2・3階をリノベーションし、スモールワールズTOKYO (SMALL WORLDS TOKYO) として開業。開業予定日は2020年4月25日だったが、新型コロナウイルス感染症拡大による緊急事態宣言により延期され、感染症予防対策を施した上で、6月11日にグランドオープンとなった。
東京ディズニーランドを誘致したプロデューサー堀貞一郎が1970年代に書いた企画書を原案として、2009年にプロジェクトが立ち上がり、2016年に運営会社SMALL WORLDSが設立された。
総面積約7,000m2のアジア最大級の屋内型ミニチュアパークであり、最先端のIoT、AR、AI技術を導入するとともに、「クールジャパン」として人気のある日本アニメのIPを活用する。
ジオラマ製作には関水金属やトイテック、グッドスマイルカンパニーが参画し、金子辰也らジオラマ作家が参加する。また、アニメ「マクロスシリーズ」などで知られるメカデザイナーの河森正治がチーフクリエイター・オフィサーに就任する。
なお、国内・海外への展開も計画しており、スモールワールズTOKYOに新しいミニチュアが展示されると、古いミニチュアを次の拠点に移していく予定である。2022年に沖縄県豊見城市のiias沖縄豊崎内にスモールワールズOKINAWA（SMALL WORLDS OKINAWA）がオープンする予定だったが、コロナ禍の影響により予定が遅れている。
2023年3月25日、「見つけに行くミュージアム」をコンセプトにリニューアルオープンし、施設名をミニチュアミュージアム スモールワールズに改めた。
新型コロナウイルスの影響により厳しい集客が続き資金繰りが悪化した事から、2023年10月に新会社を設立して事業を譲渡、旧会社は社名を「有明清算」と改称し11月14日付で東京地方裁判所に破産を申請した。施設の営業は新会社の手により継続している。

## 場所
東京都江東区有明1−3−33有明物流センター内。最寄り駅は、ゆりかもめ東京臨海新交通臨海線の有明テニスの森駅から徒歩3分、東京臨海高速鉄道りんかい線の国際展示場駅から徒歩9分。また、都営バスの「有明一丁目」「有明コロシアム前」が最寄りのバス停となる。敷延床面積は8076.84 m2。

## エリア
1階はエントランスとチケット売り場、ショップがあり、ガリバートンネルを抜けると1/80スケールのミニチュア世界へ入って行く流れとなる。2階はミュージアムカフェと中にある展示スペースの日本の夜景エリア。3階は展示スペースと工房がある。
3階展示スペースは9つのエリアで構成されている。照明の変化により、15分で1日24時間を表現している。
関西国際空港
広大な滑走路とターミナルビル。滑走路から旅客機が発着する。実際に空港で使われているのと同じソファを置いたラウンジが併設されている。
世界の街
第二次産業革命時代のヨーロッパ・20世紀後期のアジアをイメージした5つの国の街並み。スチームパンクやファンタジーのムードが漂う。
宇宙センター
1960年代のアポロ計画時代の宇宙センター。サターンVロケット打ち上げを再現する。その隣には、河森正治監修による未来の宇宙空港がある。
美少女戦士セーラームーン
作中舞台となる1990年代の麻布十番の街並みと、30世紀の未来都市クリスタル・トーキョー。
エヴァンゲリオン 格納庫
特務機関NERV本部の地下格納庫。3体のエヴァンゲリオンが地上へ射出される。
エヴァンゲリオン 第3新東京市
使徒襲来警報が鳴ると、新市街地が変形して地下へ収納される。旧市街地には作中キャラクター達の住まいなどがある。
有明アリーナ
有明アリーナ全体やメインアリーナとサブアリーナが再現されている他、ギミックボタンを押すことでサブアリーナの屋根が開き音楽の演奏が始まる。
ダイアクロン
ダイアクロン隊基地が再現されており、ワルダー軍団襲来警報が鳴ると、ロボットベースGXが地下から出現する。また、ダイアクロン住民権として来場者が衣装を着用しダイアクロン隊員となるか普段着で一般市民となるかを選択し3D撮影を行い1/60フィギュアを作成し、基地に展示する。
クリエイターズ・ギャラリー
東京都内にある「さかつうギャラリー」、「ドールハウスギャラリーミシール」によるタイアップ展示・販売を行っている。
「セーラームーン」「エヴァンゲリオン」エリアでは、ところどころに登場人物たちのフィギュアが置かれており、作中のシーンを再現している。

## 展示内容やプログラム

### フィギュア作成
来場者の全身を3Dスキャナーで撮影、デジタルフィギュアを作成し、スマホアプリのアバターとしてミニチュア世界内で遊ぶAR体験ができる。
また、3Dスキャンのデーターから実物のフィギュア制作を注文することもできる。サイズは1⁄35（約50mm）か1⁄80（約21mm）。グループやペット同伴での申し込みもできる。

### 住民権プログラム
住民権を申し込むと、自身の1⁄80フィギュアを指定したエリアの好きな場所に1年間置くことができる。年間パスポート付きプラン、ライトプラン（パスポートなし）、ファミリー・カップル限定プランがある。
また、展示エリアを順次メタバース化していき、住民権と紐付けて、仮想空間の物件の所有権を販売する計画である。

### 体験型イベント
3階工房エリアではモデラーの作業をガラス越しに見学できる。また、併設されるワークショップでは各種の手造り体験ができる。ミニチュアコンテストも定期的に行っている。

### 議会
1⁄80の「世界一小さな国」の議会は、こどもたちが運営を行う。これは、オランダに存在するミニチュア・テーマパークの1つマドローダムのこども議会を参考としている。

### 教育
ミニチュアで再現された世界の街や未来都市を、フィールドワークの環境として利用し、小学生から大学生を対象とした国際理解教育を行うことが計画されている。

### コラボ企画
- 『アリス・ギア・アイギス』 - 「Mia in small worlds ～ミアのふしぎな世界旅行～」（2020年6月29日-7月21日）[21]
- 『メカトロウィーゴ』より児童用メカトロボット
- 『シン・エヴァンゲリオン劇場版』 - 「第3村」検証用ミニチュアセット展示（2021年4月10日-9月20日）[22]
- 『シルバニアファミリー』 - 「シルバニアファミリー『ポップアップパーク』× トーカイ in スモールワールズ」 （2021年8月7日-9月20日）[23]
- TERU（GLAY） - SMALL WORLDS移住記念ウィーク（2022年6月8日-6月30日）[24]
- 『PUI PUI モルカー』 （2023年12月15日-2024年2月14日）[25]